# Charles des Jamonières
Charles des Jamonières (Le Cellier, 18 aprile 1902 – Saint-Herblain, 16 agosto 1970) è stato un tiratore a segno francese.

## Palmarès

### Olimpiadi
- 1 medaglia:
  - 1 bronzo (Berlino 1936 nella pistola 50 metri)